# Війна гучності

Тенденція збільшення гучності, продемонстрована сигналограмою пісні Бітлз «Something», що була 4 рази перевидана на CD з 1983 року.

Війна гучності — схильність музичної індустрії до поступового збільшення гучності музики, що записується та розповсюджується, в прагненні виділити свої записи на тлі інших.
Це явище спостерігається в багатьох сферах музичної індустрії, особливо в радіомовленні і альбомах, що випускаються на компакт-дисках і DVD. У випадку з компакт-дисками гонитва гучності викликана бажанням виконавців і продюсерів випускати альбоми, які звучали б гучніше, ніж альбоми конкуруючих виконавців або лейблів. Однак компакт-диски мають фіксовану межу гучності, і після досягнення цієї межі загальна гучність може бути збільшена лише за допомогою компресії і подальшого посилення. Надмірне застосування цих засобів може викликати спотворення і зріз амплітуди сигналу.

## Вступ

### Гучність
Якщо порівняти два записи з різною гучністю, швидше за все, кращим буде визнаний більш гучний. Це можна пояснити способом, яким людське вухо реагує на різні рівні звукового тиску. Наша здатність сприймати звукові частоти залежить від рівня тиску звуку — що більшим є цей тиск, то більше високих і низьких частот ми сприймаємо. Музику з великою гучністю легше почути в галасливій обстановці, наприклад в машині, поїзді або на шумній вулиці. Крім того, така музика суб'єктивно буде звучати краще на аудіосистемах низької якості. Ця особливість через конкуренцію у сферах радіомовлення і звукозапису призвела до «гонитви гучності» (за аналогією з гонкою озброєнь). Крім того, самі виконавці та звукооператори також схильні підвищувати гучність музики, щоб відповідати сучасному рівню.

### Противники
Цю практику засудили деякі професіонали індустрії звукозапису та меломани. Якщо компакт-диск буде переданий радіостанції, то вона застосує свою власну обробку сигналу, що зменшує динамічний діапазон матеріалу радіопередачі для близької відповідності рівню абсолютної амплітуди, незалежно від оригінальної запису. Противники також закликали до безпосередніх змін в звукоіндустрії щодо рівня гучності. У багатьох музикантів є свої записи, зроблені голоснішими проти їхнього бажання.

### Історія
Звукозаписуючі компанії почали вступати в битву за гучність з початку 1960-х років — коли було виявлено, що більш гучні пісні з музичних автоматів-джукбоксів, як правило, привертають більшу увагу публіки. Тому було пораховано, що для більшої конкурентоспроможності платівки дуже бажано додавати пісням гучності. Однак фізичні особливості вінілових платівок природним чином обмежували бажання продюсерів і можливості інженерів з нарощування гучності.
Вінілова платівка являє собою лакову поверхню, в якій прорізані тонкі канавки V-подібної форми для вібраційного запису аналогового звуку. Створення пластинки в студії звукозапису включає в себе процес, іменований мастерінгом, коли пісні вирівнюються за рівнем звуку і розміщуються в потрібному порядку, щоб вписатися у вимоги заданого носія. Мастеринг для вінілу завжди був пошуком рівноваги між гучністю і часом відтворення. Чим голосніше хотілося зробити пісню, тим рідше потрібно було розміщувати канавки, здатні зафіксувати більш розгонисту амплітуду запису. Виграш в гучності означав принесення в жертву часу відтворення, що особливо критично було для довгограючих платівок-лонгплеїв, де на сторону зазвичай вміщувалося лише до шести пісень тривалістю три-чотири хвилини.
Оскільки для економії на вартості виробництва кількість вінілових дисків в альбомі не перевищувала одного-двох, то в протиборстві гучності і часу відтворення, як правило, вигравав час. Аналогові компресори тієї епохи зазвичай представляли собою підсилювачі вихідного сигналу, застосовувані окремо до кожного з каналів багатодоріжкового звукозапису. Це дозволяло регулювати індивідуально звук кожного треку (вокал, клавішні, гітари, ударні і т. д.), додаючи в загальну картину прозорості або змінюючи звучання за допомогою додаткових ефектів обробки.
Проте в деяких випадках (вперше, ймовірно, при випуску хітових синглів студією "чорної" музики Motown Records) компресори стали використовувати для штучного підвищення гучності до рівнів куди вище середнього. Мастеринг-інженери скорочували динамічний діапазон пісні так, щоб трек цілком можна було посилити до максимального рівня і при цьому ще не вийти за фізично допустимі межі вінілового носія. Такий спосіб отримав назву "гарячий" мастеринг і, як правило, застосовувався до синглів, де кожна сторона платівки містила всього по одній пісні, тому канавки можна було прорізати менш щільно, ніж на лонгплеях.

## Інтерпретації
Подання щодо ефекту війни гучності у великій мірі суб'єктивні. Прихильники більш гучних компакт-дисків стверджують, що споживачі віддають перевагу більш гучним компакт-дискам і що вони кращі для них. Інші, можливо, не помічають ефектів взагалі або вважають їх тільки незначним подразненням.

## Перевидання
Багато записів було перевидано. Запис можна виправити, використовуючи Computer Enhanced Digital Audio Restoration (CEDAR). Такі інструменти розроблені, щоб поліпшити смугу пропускання запису і зменшити фоновий шум. Іноді розширена частотна характеристика вітається, оскільки вона може поліпшити ясність і оточення записом. З іншого боку, урівноваження може бути проведене неприродно і надмірно точно до запису. Багато звукозаписуючих компаній можуть збільшити середній рівень запису за допомогою компресії, обмеження, та/або кліппінга.

## Інші формати
В даний час війна гучності має тенденцію зачіпати головним чином звукові компакт-диски і, отже, будь-який MP3 або інші копії, зроблені з них. Деякі записи, випущені на грамплатівці, що не піддаються тому ж самому виду обробки. Це відбувається частково через технічні обмеження формату і частково через те, що грамплатівки тепер є продуктом для спеціалізованого ринку. Також зачіпаються деякі SACD і DVD-Audio. Оскільки ці нові формати з високою роздільною здатністю призначені значною мірою для меломанів, спроби застосувати те ж саме і для них майже напевно були б контрпродуктивні, оскільки потенційні клієнти, ймовірно, будуть дуже критично налаштовані відносно звукової якості та динаміки.